# Edwin Herbert, Baron Tangley
Edwin Savory Herbert, Baron Tangley KBE (* 29. Juni 1899 in Egham, Surrey; † 5. Juni 1973) war ein britischer Jurist, der 1964 als Life Peer aufgrund des Life Peerages Act 1958 Mitglied des House of Lords wurde.

## Leben
Herbert absolvierte nach dem Besuch des King’s College Taunton ein Studium der Rechtswissenschaften an der Law School der Law Society sowie an der Universität London und schloss dieses Studium 1919 mit einem Bachelor of Laws (LL.B.) ab. Zwischenzeitlich leistete er zwischen 1917 und 1919 freiwilligen Militärdienst in der Reserve der Royal Navy. Im Anschluss setzte er seine juristische Ausbildung fort und beendete diese mit einem Doktor der Rechte (LL.D.).
Nach seiner anwaltlichen Zulassung war er als Solicitor tätig und gehörte seit 1935 dem Beirat der Law Society an, in der er in verschiedenen Fachausschüssen mitarbeitete. Darüber hinaus fungierte er zeitweilig als Vorsitzender der Schiedskommission sowie der Kommission für Internationales Recht der Internationalen Handelskammer. Zwischen 1949 und 1950 war er Vorsitzender des nach ihm benannten Committee on Intermediaries.
Herbert war darüber hinaus zwischen 1953 und 1955 Vorsitzender des Alpine Club, des in London ansässigen ältesten Bergsteigervereins der Welt, sowie Vize-Vorsitzender der Mount Everest Foundation. Baron Tangley wurde außerdem mit dem Legion of Merit sowie dem Freiheitskreuz Haakon VII. (Haakon VIIs Frihetskors) ausgezeichnet. Zwischen 1955 und 1958 war er Vorsitzender des Finanzausschusses sowie Mitglied des Managementausschusses der Commonwealth Trans-Antarctic Expedition. Ihm zu Ehren wurden daraufhin im Oktober 1957 die dabei erforschten und kartografierten Herbert Mountains benannt, eine Gruppe von Bergen in der Shackleton Range im ostantarktischen Coatsland.
1956 war er zudem Präsident der Law Society und hielt als solcher auch Vorträge auf dem Treffen der American Bar Association.
Durch ein Letters Patent vom 22. Januar 1964 wurde Herbert, der 1956 Knight Commander des Order of the British Empire wurde und fortan den Namenszusatz „Sir“ führte, als Life Peer mit dem Titel Baron Tangley, of Blackheath in the County of Surrey, in den Adelsstand erhoben und war als solcher bis zu seinem Tod Mitglied des House of Lords. 1965 hielt er an der University of Exeter die vom Hamlyn Trust unterstützten Hamlyn Lectures unter dem Titel New Law for a New World?.

## Veröffentlichungen
- Damage and Casualties in Port Said: Report by Sir Edwin Herbert on His Investigation Into the Effects of the Military Action in October and November, 1956. H.M. Stationery Office, 1956
- Report. Great Britain. Royal Commissions on Local Government in Greater London, 1957-60. H.M. Stationery Office, 1960
- Standard Boardroom Practice. Prepared by a special committee under the chairmanship of Sir Edwin Herbert. 1961
- New Law for a New World? (PDF; 3,9 MB) 1965
- Two Distinguished Guests at the Dallas Meeting. In: ABA Journal, Juli 1956, S. 640